# Гірськолижний спорт на зимових Олімпійських іграх 2018
Змагання з гірськолижного спорту на зимових Олімпійських іграх 2018 в Пхьончхані проходили з 11 по 24 лютого на гірськолижних трасах в Чунбоні та Йонпхьоні.
У рамках змагань було розіграно 11 комплектів нагород. У порівнянні з Іграми 2014 року до програми були додані змішані командні змагання.

## Кваліфікація
У цілому квота МОК містить 320 доступних місць для спортсменів, щоб брати участь в Іграх. Кожен Національний олімпійський комітет може бути представлений максимум 22 спортсменами — максимально по 14 чоловіків і жінок.

## Розклад
Увесь час (UTC+9).
| Дата      | Час         | Подія                         |
| --------- | ----------- | ----------------------------- |
| 13 лютого | 11:30       | Комбінація (чоловіки)         |
| 15 лютого | 10:00       | Гігантський слалом (жінки)    |
| 15 лютого | 11:30       | Швидкісний спуск (чоловіки)   |
| 16 лютого | 10:00       | Слалом (жінки)                |
| 16 лютого | 11:00       | Супергігант (чоловіки)        |
| 17 лютого | 11:00       | Супергігант (жінки)           |
| 18 лютого | 10:15       | Гігантський слалом (чоловіки) |
| 21 лютого | 11:00       | Швидкісний спуск (жінки)      |
| 22 лютого | 10:15       | Слалом (чоловіки)             |
| 22 лютого | 11:30       | Комбінація (жінки)            |
| 24 лютого | 11:00-13:00 | Командні змагання             |

## Чемпіони та медалісти

### Таблиця медалей
| Місце | Країна            | Золото | Срібло | Бронза | Загалом |
| ----- | ----------------- | ------ | ------ | ------ | ------- |
| 1     | Австрія (AUT)     | 3      | 2      | 2      | 7       |
| 2     | Швейцарія (SUI)   | 2      | 3      | 2      | 7       |
| 3     | Швеція (SWE)      | 2      | 0      | 0      | 2       |
| 4     | Норвегія (NOR)    | 1      | 4      | 2      | 7       |
| 5     | США (USA)         | 1      | 1      | 1      | 3       |
| 6     | Італія (ITA)      | 1      | 0      | 1      | 2       |
| 7     | Чехія (CZE)       | 1      | 0      | 0      | 1       |
| 8     | Франція (FRA)     | 0      | 1      | 2      | 3       |
| 9     | Ліхтенштейн (LIE) | 0      | 0      | 1      | 1       |
|       | Усього            | 11     | 11     | 11     | 33      |

### Чоловіки
| Дисципліна              | Золото                          | Золото  | Срібло                          | Срібло  | Бронза                       | Бронза  |
| ----------------------- | ------------------------------- | ------- | ------------------------------- | ------- | ---------------------------- | ------- |
| Швидкісний спуск        | Аксель Лунд Свіндаль · Норвегія | 1:40.25 | К'єтіль Янсруд · Норвегія       | 1:40.37 | Беат Фойц · Швейцарія        | 1:40.43 |
| Супергігантський слалом | Маттіас Маєр · Австрія          | 1:24.44 | Беат Фойц · Швейцарія           | 1:24.57 | К'єтіль Янсруд · Норвегія    | 1:24.62 |
| Гігантський слалом      | Марсель Гіршер · Австрія        | 2:18.04 | Генрік Крістофферсен · Норвегія | 2:19.31 | Алексі Пентюро · Франція     | 2:19.35 |
| Слалом                  | Андре Мюрер · Швеція            | 1:38.99 | Рамон Ценгойзерн · Швейцарія    | 1:39.33 | Міхаель Матт · Австрія       | 1:39.66 |
| Комбінація              | Марсель Гіршер · Австрія        | 2:06.52 | Алексі Пентюро · Франція        | 2:06.75 | Віктор Мюффа-Жанде · Франція | 2:07.54 |

### Жінки
| Дисципліна              | Золото                    | Золото  | Срібло                         | Срібло  | Бронза                        | Бронза  |
| ----------------------- | ------------------------- | ------- | ------------------------------ | ------- | ----------------------------- | ------- |
| Швидкісний спуск        | Софія Ґоджа · Італія      | 1:39.22 | Раґнгільд Мовінкель · Норвегія | 1:39.31 | Ліндсі Вонн · США             | 1:39.69 |
| Супергігантський слалом | Естер Ледецька · Чехія    | 1:21.11 | Анна Файт · Австрія            | 1:21.12 | Тіна Вайратер · Ліхтенштейн   | 1:21.22 |
| Гігантський слалом      | Мікейла Шиффрін · США     | 2:20.02 | Раґнгільд Мовінкель · Норвегія | 2:20.41 | Федеріка Бріньоне · Італія    | 2:20.48 |
| Слалом                  | Фріда Гансдоттер · Швеція | 1:38.63 | Венді Гольденер · Швейцарія    | 1:38.68 | Катаріна Ґалльгубер · Австрія | 1:38.95 |
| Комбінація              | Мішель Гізін · Швейцарія  | 2:20.90 | Мікейла Шиффрін · США          | 2:21.87 | Венді Гольденер · Швейцарія   | 2:22.34 |

### Командні змагання
| Дисципліна      | Золото                                                                       | Срібло                                                                                        | Бронза                                                                                                |
| --------------- | ---------------------------------------------------------------------------- | --------------------------------------------------------------------------------------------- | --- |
| Змішана команда | Швейцарія (SUI) Деніз Фаєрабенд Венді Гольденер Даніель Юль Рамон Ценгойзерн | Австрія (AUT) Катаріна Ґалльгубер Катаріна Лінсбергер Мануель Феллер Міхаель Матт Марко Шварц | Норвегія (NOR) Ніна Гавер-Лесет Крістін Люсдаль Себастьян Фосс-Солевог Лейф Крістіан Нествольд-Гауґен |